# U-1 (tàu ngầm Đức) (1935)

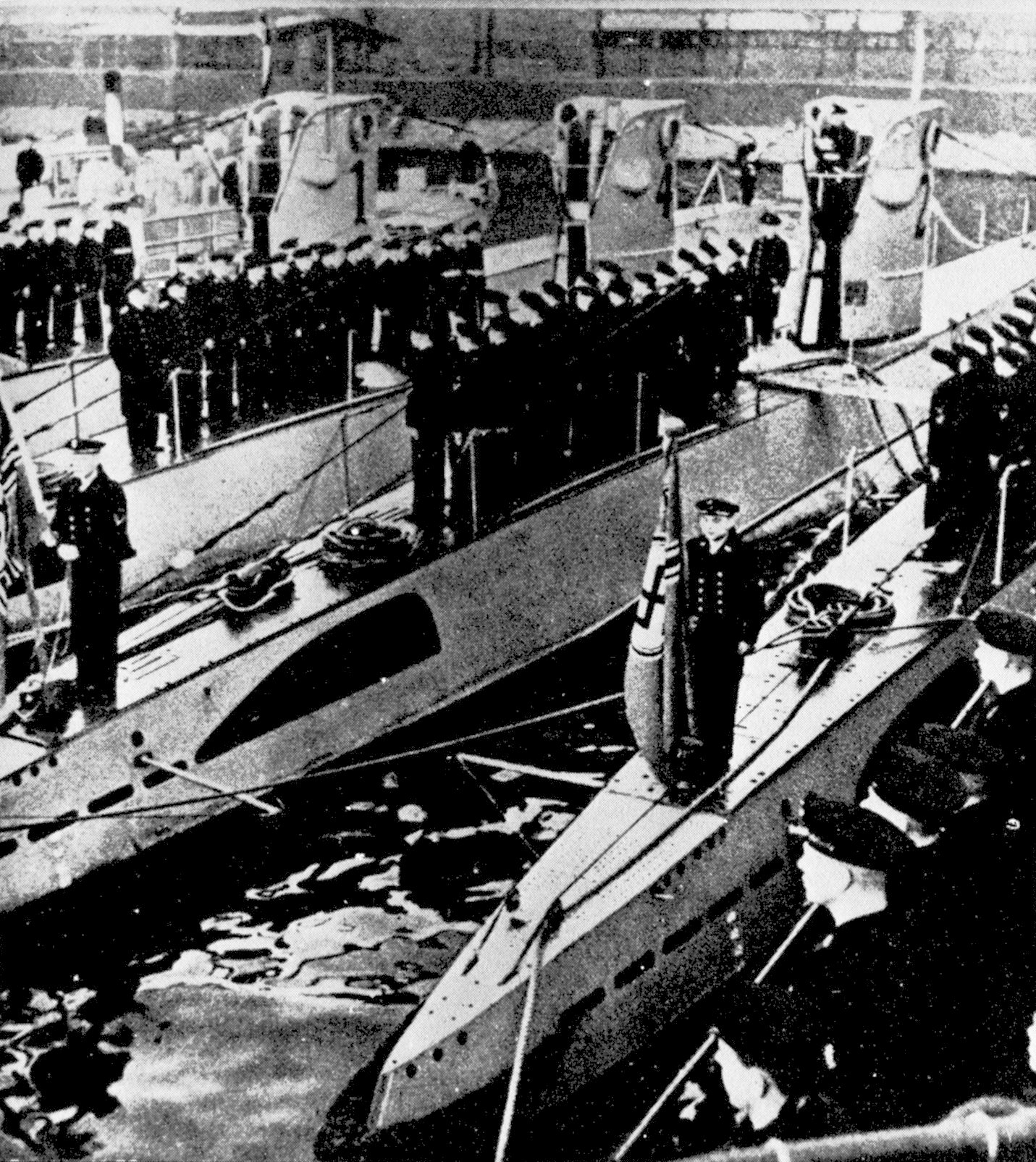
Các tàu ngầm Type IIA (từ trái sang): U-1, U-4 và U-2 cùng một chiếc khác không rõ tên.

U-1 là chiếc dẫn đầu của lớp tàu ngầm duyên hải   Type II, và là chiếc tàu ngầm đầu tiên được Hải quân Đức Quốc Xã chế tạo sau khi bãi bỏ những điều khoản của Hiệp ước Versailles vốn cấm Đức sở hữu tàu ngầm. Những tàu ngầm Type II vốn quá nhỏ để có thể tiến hành các chiến dịch cách xa căn cứ nhà, nên U-1 đã đảm nhiệm vai trò tàu huấn luyện tại các trường tàu ngầm Đức trước Chiến tranh Thế giới thứ hai. Được huy động vào tuần tra chiến tranh do tình trạng thiếu hụt tàu ngầm sau khi xung đột bùng nổ, U-1 bị mất do va phải thủy lôi của Anh tại Bắc Hải vào ngày 6 tháng 4, 1940.

## Thiết kế và chế tạo
Tàu ngầm Type II được thiết kế dựa theo kiểu tàu ngầm CV-707, vốn được thiết kế bởi công ty Hà Lan NV Ingenieurskantoor voor Scheepsbouw Den Haag (I.v.S), Chúng có trọng lượng choán nước 254 t (250 tấn Anh) khi nổi và 303 t (298 tấn Anh) khi lặn); tuy nhiên tải trọng tiêu chuẩn được công bố chỉ có 250 tấn Anh (254 t). Chúng có chiều dài chung 40,90 m (134 ft 2 in), lớp vỏ trong chịu áp lực dài 27,80 m (91 ft 2 in), mạn tàu rộng 4,08 m (13 ft 5 in), chiều cao 8,60 m (28 ft 3 in) và mớn nước 3,83 m (12 ft 7 in).
Chúng trang bị hai động cơ diesel MWM RS 127 S 6-xy lanh 4 thì công suất 700 mã lực mét (510 kW; 690 shp) để đi đường trường và hai động cơ/máy phát điện Siemens-Schuckert PG VV 322/36 tổng công suất 360 mã lực mét (260 kW; 360 shp) để lặn, hai trục chân vịt và hai chân vịt đường kính 0,85 m (3 ft). Các con tàu có thể lặn đến độ sâu 80–150 m (260–490 ft). Chúng đạt được tốc độ tối đa 13 kn (24 km/h) trên mặt nước và 6,9 kn (12,8 km/h) khi lặn, với tầm hoạt động tối đa 1.600 nmi (3.000 km) khi đi tốc độ đường trường 8 kn (15 km/h), và 35 nmi (65 km) ở tốc độ 4 kn (7,4 km/h) khi lặn.
Vũ khí trang bị bao gồm ba ống phóng ngư lôi 53,3 cm (21 in) trước mũi, mang theo tổng cộng năm quả ngư lôi hoặc cho đến 12 quả thủy lôi TMA. Một pháo phòng không 2 cm (0,79 in) cũng được trang bị trên boong tàu. Thủy thủ đoàn bao gồm 25 sĩ quan và thủy thủ.
U-1 được đặt hàng vào ngày 2 tháng 2, 1935. Nó được đặt lườn tại xưởng tàu của hãng Deutsche Werke tại Kiel vào ngày 11 tháng 2, 1935, hạ thủy vào ngày 15 tháng 6, 1935 và nhập biên chế cùng Hải quân Đức Quốc Xã vào ngày 29 tháng 6, 1935 dưới quyền chỉ huy của Hạm trưởng, Đại úy Hải quân Klaus Ewerth, và một thủy thủ đoàn được huấn luyện tại Hà Lan.

## Lịch sử hoạt động
Hoạt động trước chiến tranh của U-1 không có gì nổi bật. Nó mang tiếng là một con tàu kém, được chế tạo hấp tấp kết hợp với kỹ thuật không phù hợp làm cho con tàu chậm chạp, rò rỉ và không thuận tiện. Khi Thế Chiến II sắp xảy ra, đã có kế hoạch cho nó cùng các tàu chị em ngừng hoạt động sử dụng như những tàu huấn luyện.
Tuy nhiên, do tình trạng thiếu hụt tàu ngầm sau khi xung đột bùng nổ, U-1 được huy động vào ngày 29 tháng 3, 1940 để đối phó tàu bè Anh ngoài khơi Na Uy, trong phạm vi hoạt động hiệu quả của con tàu. Nó không tìm thấy mục tiêu trong chuyến tuần tra đầu tiên, rồi lại được phái đi vào ngày 4 tháng 4 để chuẩn bị cho Chiến dịch Weserübung, hoạt động chiếm đóng Na Uy.
U-1 gửi một bức điện vô tuyến ngắn vào ngày 6 tháng 4 để báo cáo vị trí của nó, và sau đó mất tích. Con tàu đã trúng phải thủy lôi tại "Bãi mìn số 7" do các tàu khu trục Anh HMS Express (H61), HMS Esk (H15), HMS Icarus (D03) và HMS Impulsive (D11) rải tại Bắc Hải về phía Bắc Terschelling. Toàn bộ phần phía sau của con tàu nổ tung và nó đắm tại tọa độ 54°14′B 05°07′Đ / 54,233°B 5,117°Đ, bị tổn thất nhân mạng toàn bộ thủy thủ đoàn. Xác tàu đắm của U-1 được các thợ lặn tìm thấy vào tháng 6, 2007.